# George S. Patton (Anwalt)

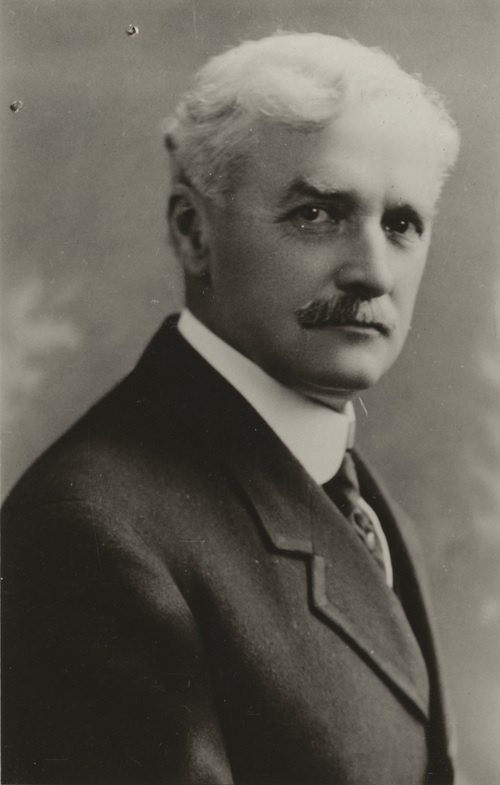
George S. Patton

George S. Patton (* 30. September 1856 in Charleston, Virginia; † 10. Juni 1927 in San Marino, Kalifornien) war ein US-amerikanischer Anwalt, Geschäftsmann und Politiker.
Von 1886 bis 1887 war er District Attorney des Los Angeles County. Zwischen 1913 und 1922 fungierte er als Bürgermeister der Stadt San Marino in Kalifornien.
Er war der Sohn von George S. Patton Sr. und der Vater von General George S. Patton.